# Miss Grand Paraguay 2021
Miss Grand Paraguay 2021 fue la 4.ª edición del certamen Miss Grand Paraguay, que se llevó a cabo el 3 de julio de 2021. 22 candidatas de diversos departamentos y ciudades compitieron por el título. Al final del evento, Daisy Lezcano, Miss Grand Paraguay 2020 de Isla Pucú coronó a Jimena Sosa, de Colonias Unidas, como su sucesora.
Sosa representó a Paraguay en Miss Grand Internacional 2021 que se llevó a cabo en la ciudad de Bangkok, Tailandia, pero no logró clasificar al Top 20 de cuartofinalistas.

## Resultados
| Posiciones               | Candidata |
| ------------------------ | --- |
| Miss Grand Paraguay 2021 | - Colonias Unidas - Jimena Sosa |
| Primera finalista        | - Presidente Franco - Lorena Rodríguez |
| Segunda finalista        | - San Pedro - Liz Valdovinos |
| Tercera finalista        | - Comunidad de paraguayos en España - Elicena Andrada |
| Cuarta finalista         | - Concepción - Angélica Peña Testa |
| Top 11                   | - Areguá - Juliel Pöckel - Asunción - Bianca Ayala - Canindeyú - Elena Toledo - Coronel Oviedo - Dahiana Aquino - Encarnación - Emma Báez - Itauguá - Nara Bardales |

## Candidatas
22 candidatas compitieron por el título.
| Departamento/Ciudad               | Candidatas          |
| --------------------------------- | ------------------- |
| Areguá                            | Juliel Pöckel       |
| Arroyos y Esteros                 | Nayeli Riquelme     |
| Asunción                          | Bianca Ayala        |
| Canindeyú                         | Elena Toledo        |
| Capiatá                           | Lenny Rojas         |
| Colonias Unidas                   | Jimena Sosa         |
| Concepción                        | Angelica Peña Testa |
| Coronel Oviedo                    | Dahiana Aquino      |
| Encarnación                       | Emma Báez           |
| General Artigas                   | Fátima Ruíz Díaz    |
| Hernandarias                      | Violeta Van Humbeck |
| Itauguá                           | Nara Bardales       |
| Luque                             | Gina Antonella      |
| Mariano Roque Alonso              | Elena Mora          |
| Minga Guazú                       | Adriana Marecos     |
| Paraguarí                         | Eliana Fernández    |
| Comunidad de paraguayos en España | Elicena Andrada     |
| Pedro Juan Caballero              | Lisa Morigano       |
| Presidente Franco                 | Lorena Rodríguez    |
| San Lorenzo                       | Cecilla Salinas     |
| San Pedro                         | Liz Valdovinos      |
| Villarrica                        | Karen Rodríguez     |

### Retiros
- Caaguazú – Camila Franco
- Caazapá – Lisandry Stella Britez Miranda
- Ciudad del Este – Julia Ríos: La organización se reserva la información del motivo por el cual fueron desafectadas del evento.
- Coronel Oviedo –  Dahiana Aquino Ramírez
- Fernando de la Mora – Belén Ortellado
- Lambaré – Gema Hermosilla
- Villarrica – Karen Rodríguez

### Suplencias
- Asunción – Andrea Decoud  Paloma Martins Reidl
- Caazapá – Valeria Cáceres Diaz  Lisandry Stella Britez Miranda
- Encarnación – Carol Balan  Emma Báez
- Itauguá – Melani Bello  Nara Bardales
- Luque – Andrea Zaracho  Gina Antonella
- Pedro Juan Caballero – Gabriela Benitez  Lisa Morigano